# A Zöld-foki Köztársaság a 2024. évi nyári olimpiai játékokon
A Zöld-foki Köztársaság a franciaországi Párizsban megrendezett 2024. évi nyári olimpiai játékok egyik részt vevő nemzete volt. Az országot az olimpián 5 sportágban 7 sportoló képviselte, akik összesen 1 érmet szereztek.
Daniel Varela de Pina férfi légsúlyú ökölvívásban, megszerezte a Zöld-foki Köztársaság első olimpiai érmét.

## Érmesek
| Érem  | Versenyző             | Sportág   | Versenyszám   |
| ----- | --------------------- | --------- | ------------- |
| Bronz | Daniel Varela de Pina | Ökölvívás | Férfi légsúly |

## Atlétika
Férfi
| Versenyző     | Versenyszám | Döntő   | Döntő    |
| Versenyző     | Versenyszám | Idő     | Helyezés |
| ------------- | ----------- | ------- | -------- |
| Samuel Freire | Maraton     | 2:15:05 | 56.      |

## Cselgáncs
Női
| Versenyző     | Versenyszám | 32-es főtábla                       | Nyolcaddöntő      | Negyeddöntő       | Elődöntő          | Vigaszág elődöntő | Bronz- mérkőzés   | Döntő             | Helyezés |
| Versenyző     | Versenyszám | Ellenfél Eredmény                   | Ellenfél Eredmény | Ellenfél Eredmény | Ellenfél Eredmény | Ellenfél Eredmény | Ellenfél Eredmény | Ellenfél Eredmény | Helyezés |
| ------------- | ----------- | ----------------------------------- | ----------------- | ----------------- | ----------------- | ----------------- | ----------------- | ----------------- | -------- |
| Djamila Silva | Harmatsúly  | Larissa Pimenta (BRA) · 00(0)–10(0) | kiesett           | kiesett           | kiesett           | kiesett           | kiesett           | kiesett           | 17.      |

## Ökölvívás
Férfi
| Versenyző             | Versenyszám | Selejtező         | Nyolcaddöntő                | Negyeddöntő                   | Elődöntő                      | Döntő             | Helyezés |
| Versenyző             | Versenyszám | Ellenfél Eredmény | Ellenfél Eredmény           | Ellenfél Eredmény             | Ellenfél Eredmény             | Ellenfél Eredmény | Helyezés |
| --------------------- | ----------- | ----------------- | --------------------------- | ----------------------------- | ----------------------------- | ----------------- | -------- |
| Daniel Varela de Pina | Légsúly     | erőnyerő          | Thitisan Panmod (THA) · 4–1 | Patrick Chinyemba (ZAM) · 5–0 | Hasanboy Dusmatov (UZB) · 0–5 | kiesett           |          |

Női
| Versenyző       | Versenyszám | Selejtező         | Nyolcaddöntő              | Negyeddöntő       | Elődöntő          | Döntő             | Helyezés |
| Versenyző       | Versenyszám | Ellenfél Eredmény | Ellenfél Eredmény         | Ellenfél Eredmény | Ellenfél Eredmény | Ellenfél Eredmény | Helyezés |
| --------------- | ----------- | ----------------- | ------------------------- | ----------------- | ----------------- | ----------------- | -------- |
| Ivanusa Moreira | Váltósúly   | erőnyerő          | Oshin Derieuw (BEL) · 2–3 | kiesett           | kiesett           | kiesett           | 9.       |

## Úszás
Férfi
| Versenyző | Versenyszám | Előfutam | Előfutam | Előfutam | Elődöntő | Elődöntő | Elődöntő | Döntő   | Döntő    |
| Versenyző | Versenyszám | Idő      | Hely.    | Össz.    | Idő      | Hely.    | Össz.    | Idő     | Helyezés |
| --------- | ----------- | -------- | -------- | -------- | -------- | -------- | -------- | ------- | -------- |
| José Tati | 50 m gyors  | 26,66    | 4.*      | 59.*     | kiesett  | kiesett  | kiesett  | kiesett | kiesett  |

Női
| Versenyző  | Versenyszám  | Előfutam | Előfutam | Előfutam | Elődöntő | Elődöntő | Elődöntő | Döntő   | Döntő    |
| Versenyző  | Versenyszám  | Idő      | Hely.    | Össz.    | Idő      | Hely.    | Össz.    | Idő     | Helyezés |
| ---------- | ------------ | -------- | -------- | -------- | -------- | -------- | -------- | ------- | -------- |
| Jayla Pina | 200 m vegyes | 2:24,51  | 3.       | 33.      | kiesett  | kiesett  | kiesett  | kiesett | kiesett  |

* - egy másik versenyzővel azonos időt ért el

## Vívás
Férfi
| Versenyző                  | Versenyszám | Selejtező              | 32-es főtábla     | Nyolcaddöntő      | Negyeddöntő       | Elődöntő          | Bronz- mérkőzés   | Döntő             | Helyezés |
| Versenyző                  | Versenyszám | Ellenfél Eredmény      | Ellenfél Eredmény | Ellenfél Eredmény | Ellenfél Eredmény | Ellenfél Eredmény | Ellenfél Eredmény | Ellenfél Eredmény | Helyezés |
| -------------------------- | ----------- | ---------------------- | ----------------- | ----------------- | ----------------- | ----------------- | ----------------- | ----------------- | -------- |
| Victor Alvares de Oliveira | Tőr, egyéni | Daniel Gu (CAN) · 9–15 | kiesett           | kiesett           | kiesett           | kiesett           | kiesett           | kiesett           | 33.      |